# Дибиров, Асадулла
Асадулла Дибиров (азерб. Əsədulla Dibirov) — 7-й муфтий мусульман Кавказа.

## Биография
После смерти Хаджи Ибрагима, в 1956 году на IV съезде мусульман Закавказья имам Гейчинской мечети Асадулла Дибиров был избран муфтием Духовного управления мусульман Закавказья. Он занимал эту должность до 1959 года и за время своего пребывания в ней осуждал дискриминацию между верующими суннитами и шиитами и призвал мусульман к единству и миру.
В должности ему наследовал Шариф Велизаде.